# Carel de Beer
Carel de Beer (Rotterdam, 19 april 1922 - Overpelt, 7 februari 2010) was een Nederlands ingenieur en van 1958 tot 1987 hoogleraar werktuigbouwkunde en mechanische technologie aan de Technische Universiteit Eindhoven. Hij was de laatste hoogleraar in dit vak in Nederland, dat na hem in specialismes is uiteengevallen.

## Levensloop
De Beer is geboren en getogen in Rotterdam, en studeerde in de jaren 1940 werktuigbouwkunde aan de Technische Hogeschool te Delft. 
De Beer werd op 1 januari 1958 aangesteld als hoogleraar werktuigbouwkunde en mechanische technologie aan de Technische Hogeschool te Eindhoven. Een jaar later hield hij de intreerede, getiteld Ingenieur en vakman in de metaalbewerking. Hierin gaf hij een overzicht hoe het vakgebied van de mechanische technologie zich vanaf de aanstelling van de eerste hoogleraar Peter Dietrich Grothe aan de Technische Hogeschool te Delft heeft ontwikkeld. In zijn vakgroep werkte hij met Prof. Dr. P.C. Veenstra samen.
Hij nam in de jaren 1960 in samenwerking met de professoren M.J.M. Daniëls, van de vakgroep organisatiepsychologie, en Wim Monhemius, van operationele research en bedrijfseconometrie, het initiatief tot oprichting van de studierichting technische bedrijfskunde in Eindhoven. Deze opleiding ging in 1966 van start met een eigen kandidaats- en ingenieursprogramma, na een eerste jaar werktuigbouwkunde.
Zijn leeropdracht werd in 1972 gewijzigd in bedrijfskunde in het bijzonder de mechanische technologie en in 1987 gaat hij met emeritaat.

## Publicaties
- Ingenieur en vakman in de metaalbewerking, 1959.  Inaugurele rede Technische Hogeschool te Eindhoven
- Wetenschap en onderwijs, 1963. voor de Technische Hogeschool Eindhoven
- (en)  met Melvin H. Jackson. Eighteenth century gunfounding: the Verbruggens at the Royal Brass Foundry, a chapter in the history of technology, 1974.
- Afscheid van de Mechnische Technologie, 1987.  Afscheidscollege Technische Universiteit Eindhoven.

Artikelen, een selectie
- Moderne ontwikkeling van planning- en produktietechnieken, 1963. in Metaalbewerking, Vol. 29, No. 1, 1963, p. 9-13.
- Naar een business-school in Nederland? (2) : gesprek met prof.ir. C. de Beer, 1966.  in Doelmatig bedrijfsbeheer Vol. 18, 1966, No. 8, p.381-383.